# Souto (Abrantes)
Souto ist ein Dorf und eine ehemalige Gemeinde (Freguesia) im portugiesischen Kreis Abrantes im Distrikt Santarém.

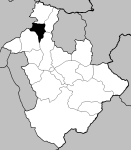
Lage der Freguesia São João im Kreis Abrantes, bis September 2013

Die Freguesia Souto hatte eine Fläche von 13,1 km² und 418 Einwohner (Stand 30. Juni 2011).

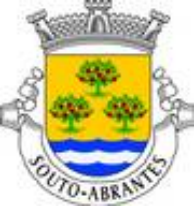
Das Wappen der ehemaligen Freguesia

Am 29. September 2013 wurden die Freguesias Souto und Aldeia do Mato zur neuen Freguesia União das Freguesias de Aldeia do Mato e Souto zusammengefasst.